# Assyriska kungar

## Kronologi
- 2400-2000 f.Kr. Den tidigaste perioden. Staden Assur är under delvis kontroll av det södra Mesopotamien.
- 2000-1750 f.Kr. Äldre assyriska perioden. Staden Assur är handelscenter med ett omfattande handelsnätverk av kolonier i Turkiet.
- 1750-1400 f.Kr. Mellanperioden. Assyrien blir inlemmat i storriket Mittani.
- 1400-1200 f.Kr. Det mellanassyriske imperiet. Konsolidering och expansion av Assyrien.
- 1200-900 f.Kr. Araméerstammar breder ut sig.
- 900-612 f.Kr. Det nyassyriska imperiet. Efter kristider expanderar Assyrien.
- 612 f.Kr. Nineve erövras av babylonier och meder.
- 609 f.Kr. Med Harran faller det sista av Assyriens fästen och riket förlorar sin politiska oavhängighet.

## Äldre assyriska perioden och mellantiden
- Puzur-Assur I cirka 1975 f.Kr.
- Shalimahu
- Ilu-shumma
- Erishum I (1939-1900 f.Kr.)

- Ikunum
- Sargon I
- Puzur-Assur II
- Erishum II
- Shamshi-Adad I (1813-1781 f.Kr.)
- Ishme-Dagan I (1780-1741 f.Kr.)
- Mut-ashkur
- Rimush
- Asinum
- Puzur-Sin
- Sex kungar
- Adari (cirka 1700 f.Kr.)
- Belu-bani (1700-1691 f.Kr.)
- Libaia (1690-1674 f.Kr.)
- Sharma-Adad I (1673-1662 f.Kr.)
- Iptar-Sin (1661-1650 f.Kr.)
- Bazaira (1649-1622 f.Kr.)
- Lullaia (1621-1618 f.Kr.)
- Kidin-Ninua (1615-1602 f.Kr.)
- Sharma-Adad II (1601 f.Kr.)
- Erishum III (1598-1586 f.Kr.)
- Shamshi-Adad II (1585-1580 f.Kr.)
- Erishum III
- Shamshi-Adad II
- Ishme-Dagan II
- Shamshi-Adad III
- Ashur-nirari I (1547-1522 f.Kr.)
- Puzur-Ashur III (1521-1498 f.Kr.)
- Enlil-nasir I
- Nur-ili
- Ashur-rabi I
- Ashur-nadin-ahhe I
- Enlil-nasir II
- Ashur-nirari II
- Ashur-bel-nisheshu (1417-1409 f.Kr.)
- Ashur-nadin-ahhe II (1393 f.Kr.)

## Mellanassyriska perioden
- Ashur-uballit I (1363-1328 f.Kr.)
- Enlil-nirari (1327-1318 f.Kr.)
- Arik-den-ili (1317-1306 f.Kr.)
- Adad-nirari I (1305-1274 f.Kr.), den förste dokumenterade assyriska kungen. Hettiterna lyckades att under en kort tid riva loss den västliga delen av det gamla Mitanni från assyriernas kontroll under slutet av Adadnirai I regeringstid.
- Salmanassar I (1273-1244 f.Kr.)
- Tukulti-Ninurta I (1243-1207 f.Kr.)
- Ashur-nadin-apli (1206-1203 f.Kr.)
- Ashur-nirari III (1202-1197 f.Kr.)
- Enlil-kudurri-usur (1196-1192 f.Kr.)
- Ninurta-apal-Ekur (1191-1179 f.Kr.)
- Ashur-dan I (1178-1133 f.Kr.)
- Ashur-resh-ishi I (1132-1115 f.Kr.)
- Ninurta-tukulti-Assur (1115 f.Kr.)
- Mutakkil-Nusku (1115 f.Kr.)
- Tiglatpileser I (1114-1076 f.Kr.)
- Asharid-apal-Ekur (1075-1074 f.Kr.)
- Ashur-bel-kala (1073-1056 f.Kr.)
- Shamshi-Adad IV (1053-1050 f.Kr.)
- Ashurnasirpal I (1049-1031 f.Kr.)
- Salmanassar II (1030-1019 f.Kr.)
- Ashur-nirari IV (1018-1013 f.Kr.)
- Ashur-rabi II (1012-972 f.Kr.)
- Ashur-resh-ishi II (971-967 f.Kr.)
- Tiglatpileser II (966-935 f.Kr.)
- Ashur-dan II (934-912 f.Kr.)

## Nyassyriska perioden
- Adad-nirari II (911-891 f.Kr.). Han brukar ses som den första kungen i det nyassyriska riket. Han efterträdde sin far, och efterträddes av sin son.
- Tukulti-Ninurta II (890-884 f.Kr.)
- Ashurnasirpal II (883-859 f.Kr.)
- Salmanassar III (858-824 f.Kr.)
- Shamshi-Adad V (823-811 f.Kr.)
- Adad-nirari III (810-783 f.Kr.)
  - Sammuramat, Shamshi-Adad Vs drottning, grekernas Semiramis, regerade 810-805 f.Kr. för sin minderårige son.
- Salmanassar IV (782-773 f.Kr.)
- Ashur-Dan III (772-755 f.Kr.)
- Ashur-nirari V (754-745 f.Kr.)
- Tiglatpileser III (744-727 f.Kr.)
- Salmanassar V (726-722 f.Kr.)
- Sargon II (721-705 f.Kr.)
- Sanherib (704-681 f.Kr.)
- Assarhaddon (680-669 f.Kr.)
- Assurbanipal (668 f.Kr.-635 f.Kr.)
- Ashur-etil-ilani (634 f.Kr.-628 f.Kr.?)
- ? Sin-shum-lisher (623 f.Kr.?)
- Sinsharishkun (627 f.Kr.-612 f.Kr.)
- Ashur-uballit II (611-609 f.Kr.)